# Teodora de Eslésvico-Holsácia
Teodora de Eslésvico-Holsácia-Sonderburgo-Augustemburgo (Feodora Adelaide Helena Luísa Carolina Paulina Alice Jenny), (3 de julho de 1874 - 21 de junho de 1910) foi a filha mais nova do duque Frederico VIII de Eslésvico-Holsácia e da princesa Adelaide de Hohenlohe-Langenburg.

## Família
Teodora era a filha mais nova do duque Frederico VIII de Eslésvico-Holsácia e da sua esposa, a princesa Adelaide de Hohenlohe-Langenburg. Era irmã mais nova da princesa Augusta Vitória de Eslésvico-Holsácia, imperatriz da Alemanha através do seu casamento com o cáiser Guilherme II e do duque Ernesto Gunter de Eslésvico-Holsácia.
Os seus avós paternos eram o duque Cristiano Augusto II de Eslésvico-Holsácia e a condessa Lovisa-Sophie de Danneskjold-Samsøe. Os seus avós paternos eram o duque Ernesto I de Hohenlohe-Langenburg e a princesa Teodora de Leiningen, meia-irmã da rainha Vitória do Reino Unido.

## Infância e juventude
Teodora passou uma infância feliz, embora mais pobre do que o normal das famílias reais europeias, junto dos seus irmãos no Castelo de Primkenau. Os seus pais tiveram pouca influência na sua educação e a princesa passava mais tempo com as suas amas e tutores do que com eles. À medida que as suas irmãs e o irmão Ernesto foram saindo de casa para se casar, Teodora ficou cada vez mais sozinha, algo que lhe permitiu dedicar-se quase exclusivamente à sua formação intelectual. Falava várias línguas e foi o talento artístico da família.
No entanto, o panorama de casamento para a princesa, considerada a menos atraente das suas irmãs que tinham fama de ser as princesas mais feias da Europa na época, estava muito reduzido, principalmente porque a sua família não tinha nem fortuna, nem posição (o seu pai era apenas o duque titular de Eslésvico-Holsácia, visto que este era, na verdade, controlado pela Prússia) e ela era a mais nova.
Contudo, a sua irmã mais velha, que, contra todas as probabilidades, se tinha casado com o príncipe-herdeiro da Alemanha, estava decidida a casar Teodora com um homem que tivesse ou fosse herdeiro de um trono e encontrou o candidato perfeito no futuro rei Vítor Emanuel III da Itália que, apesar de ter uma posição muito superior à dos Eslésvico-Holsácia, tinha também os seus problemas no mercado de casamento por ser demasiado baixo, algo que Augusta Vitória viu como suficiente para superar as falhas da sua irmã. As negociações começaram. Augusta Vitória visitou Itália, conversou com a mãe de Vítor Emanuel, tentou cair na graça dos Saboia e chegou até a encontrar-se com o papa. Quando regressou à Alemanha tudo parecia encaminhado.
Mas, para surpresa de muitos e principalmente de Augusta Vitória e Guilherme II, o jovem herdeiro do trono italiano acabaria por pedir a mão da princesa Helena de Montenegro pouco depois, deitando por terra as esperanças de alguma vez se vir a casar a filha mais nova dos Eslésvico-Holsácia.

## Idade adulta e morte
Teodora parece não ter ficado muito triste com a rejeição dos Saboia, tendo dedicado toda à sua vida às artes. Em 1906, aos trinta e dois anos de idade, entrou na Escola Superior de Belas Artes de Dresda onde fez amizade com Fritz Mackensen, um dos fundadores da colónia artística de Worpswede.
Os seus sobrinhos, filho da irmã Augusta Vitória, também a adoravam e consideravam-na a sua tia preferida.
No entanto, Teodora sofria de diabetes que acabariam por levar à sua morte precoce com apenas trinta e cinco anos de idade.